# Bergasillas Bajera
Bergasillas Bajera es una localidad y municipio de la comunidad autónoma de La Rioja (España).
Fiestas patronales en San Bernabé 11 de junio. Se saca una imagen del Santo en procesión mientras repican las dos campanas de la iglesia.

## Historia
En el Diccionario Geográfico - histórico de La Rioja o toda la provincia de Logroño y algunos pueblos de la de Burgos elaborado por Ángel Casimiro de Govantes en 1846,  Bergasillas aparece como "Vergasillas" y se indica que bajo este término se engloba a dos poblaciones distintas. También señala que en el mapa de los partidos de Logroño y Santo Domingo de la Calzada de Tomas Lopez realizado en el siglo XVIII, aparecen las dos como una sola localidad llamada "Vergasillas" o "Las Vergasillas" y que en el mapa del partido judicial de Arnedo aparecen dos localidades llamadas Vergasa Somera y Vergasa Bagera, donde se presentan como aldeas pertenecientes a Herce. En otros documentos del siglo XIX  se llaman Bergasilla Alta y Baja o Bergasa Luenga y Bergasa Somera.
En el Diccionario Geográfico - Histórico de Pascual Madoz  realizado entre los años 1845 y1850 aparece en el mismo epígrafe Bergasillas Alta y Baja, que dice que también se llaman Somera y Playera. Explica que entonces el conjunto de las dos poblaciones tenía 82 casas, un ayuntamiento con cárcel, escuela de primeras letras con 17 alumnos, dos iglesias, una en Bergasillas Bajera y otra en Somera, una ermita cuyos titulares son San Pedro y Santa Coloma, dos cementerios y varias fuentes. Tenía huertecillos con olivos, se criaban ganandos, el correo se recibía desde Calahorra y se producía trigo, cebada, avena, habas, patatas y un poco de lino y cáñamo, se criaba ganado lanar que era su principal fuente de riqueza y había caza de liebres, perdices y conejos y también algunos lobos. Se vendía lana y leña. Tenía una población de 56 vecinos y 241 almas.

## Geografía humana

### Demografía
Cuenta con una población de 36 habitantes (INE 2024).
| Gráfica de evolución demográfica de Bergasillas Bajera entre 1857 y 2021 |
| |
| Población de derecho según los censos de población del INE Población de hecho según los censos de población del INEEn estos censos se denominaba Bergasillas: 1857, 1860, 1877, 1887, 1897, 1900 y 1910 Entre el censo de 1857 y el anterior, aparece este municipio porque se segrega del municipio 26072 (Herce) |

### Población por núcleos
Desglose de población según el Padrón Continuo por Unidad Poblacional del INE.
| Núcleos            | Habitantes (2014) | Varones | Mujeres |
| ------------------ | ----------------- | ------- | ------- |
| Bergasillas Bajera | 25                | 13      | 12      |
| Bergasillas Somera | 14                | 7       | 7       |

## Administración
El actual alcalde (desde 2023) es Daniel Herce Herce del Partido Popular.
| Periodo   | Nombre                    | Partido                 |
| --------- | ------------------------- | ----------------------- |
| 1979-1983 | Francisco Ortigosa Yustes | Agrupación de Electores |
| 1983-1987 | Felipe Arpón Herce        | AP                      |
| 1987-1991 | Lorenzo Ortega Ortega     | PSOE                    |
| 1991-1995 | Daniel Herce Herce        | PP                      |
| 1995-1999 | Daniel Herce Herce        | PP                      |
| 1999-2003 | Daniel Herce Herce        | PP                      |
| 2003-2007 | Daniel Herce Herce        | PP                      |
| 2007-2011 | Daniel Herce Herce        | PP                      |
| 2011-2015 | Daniel Herce Herce        | PP                      |
| 2015-2019 | Daniel Herce Herce        | PP                      |
| 2019-2023 | Daniel Herce Herce        | PP                      |

## Economía
La única actividad productiva es la agricultura, destacando las huertas particulares disponiendo de una gran balsa de regadío con sus acequias. También 4,82 hectáreas de uva tinta. 

### Evolución de la deuda viva
El concepto de deuda viva contempla sólo las deudas con cajas y bancos relativas a créditos financieros, valores de renta fija y préstamos o créditos transferidos a terceros, excluyéndose, por tanto, la deuda comercial.
Entre los años 2008 a 2014 este ayuntamiento no ha tenido deuda viva.

## Patrimonio

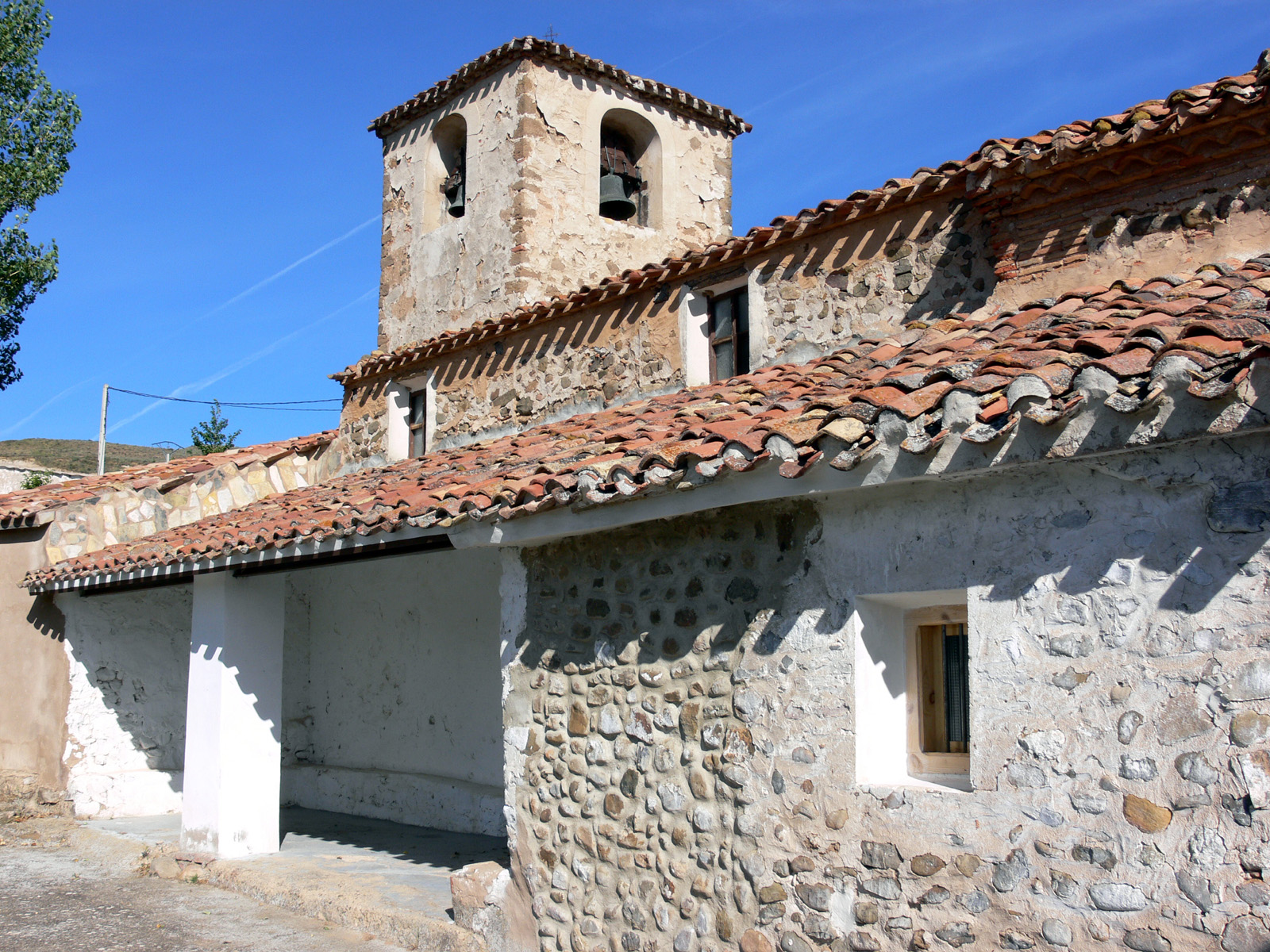
Iglesia de Santiago.

- Iglesia de Santiago: De los siglos XVI al XVIII. Edificio sencillo construido en mampostería y ladrillo. Tiene una única nave que consta de tres tramos, con cabecera ochavada de tres paños y la torre situada a los pies del edificio.